# Lingue di Malta

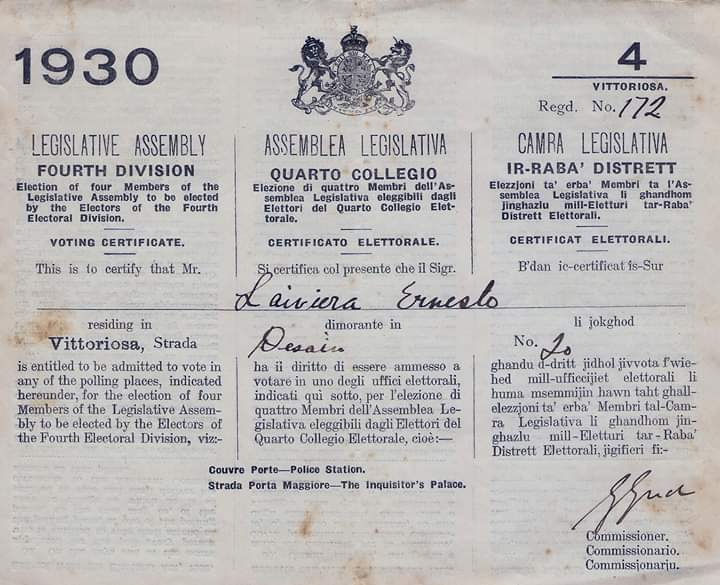
Scheda elettorale trilingue (inglese, italiano, maltese) per le elezioni del 1930

La lingua nazionale di Malta è il maltese, che, assieme all'inglese, è una delle due lingue ufficiali. L'italiano è la terza lingua più conosciuta a Malta.

## Maltese
Il maltese è una lingua semitica derivata dal siculo-arabo con importanti influenze siciliane ed italiane nel lessico. Secondo uno studio del professore e linguista maltese Aquilina, ad oggi il 53% del suo lessico è romanzo. È la lingua nazionale dei maltesi dal 1936, quando rimpiazzò l'italiano. Malta detiene la particolarità di essere l'unica nazione europea con una lingua semitica come lingua più parlata.
L'alfabeto maltese è basato su quello romano con l'aggiunta delle lettere ż (usata anche in polacco), ċ, ġ, ħ e għ. Anche se gran parte dei vocaboli è di origine semitica, una rilevante percentuale delle parole maltesi ha origine latina; risultato, questo, delle influenze siciliane.
In varie località sono presenti dei dialetti e degli accenti diversi dal maltese standard. Ma vi è un declino nel numero di parlanti di questi dialetti, specialmente per l'uso del maltese standard nei media e nell'educazione. Il maltese standard presenta una più evidente italianizzazione e anglicizzazione della lingua.

## Inglese
Prima dell'indipendenza, raggiunta nel 1964, Malta era un possedimento britannico dal 1800, e il risultato di ciò è che l'inglese è ancora lingua ufficiale. I documenti governativi sono infatti redatti sia in maltese che in inglese e quest'ultimo è parlato e compreso dall'88% dei maltesi, il 16% dei maltesi usa soprattutto l'inglese nelle conversazioni e il 12% parla solo inglese.
Sebbene sia ufficiale la lingua inglese standard, l'inglese parlato a Malta è molto influenzato dall'italiano, non solo nel lessico (i prestiti linguistici franco-latini dell'inglese sono pronunciati in stile italiano), ma anche nella fonologia, con un inglese pesantemente accentato. Ciononostante, la Received Pronunciation resta la pronuncia standard dell'inglese, soprattutto tra gli individui di un'alta estrazione socio-economica.

Malta condivide con la Repubblica d'Irlanda l'essere un Paese cattolico con l'inglese come lingua ufficiale.

## Italiano
Fino al 1934 l'italiano è stato lingua ufficiale di Malta. Secondo uno studio pubblicato tra il 2005 e il 2006 più del 66% dei maltesi parla italiano e un altro 17% ne conosce le basi; in totale l'83% della popolazione conosce fluentemente o in modo basilare la lingua, e il 2% si esprime esclusivamente in italiano. Tutto ciò anche grazie al forte afflusso di turisti italiani, all'insegnamento della lingua nelle scuole medie (seppur non obbligatorio) e alla possibilità di ricevere i canali televisivi nazionali italiani oltre a quelli locali siciliani. Secondo uno studio effettuato nel 2011 la lingua italiana risulta invece parlata correttamente dal 41,34% dei maltesi. L'influenza dei media risulta fondamentale per l'apprendimento dell'italiano: è stato infatti rilevato come molti maltesi abbiano imparato l'italiano guardando i programmi RAI e Mediaset e che la percentuale di italofoni sia più elevata oggi rispetto a quando l'italiano era lingua ufficiale delle isole maltesi.
Inoltre l'art. 5 della Costituzione prevede l'introduzione di altre lingue ufficiali: questo fu fatto in vista di un possibile ritorno dell'italiano come idioma ufficiale.
A Malta è presente l'Istituto Italiano di Cultura, e la Società Dante Alighieri è l'unica istituzione italiana ad organizzare corsi di italiano che sono frequentati da 300 studenti all'anno; inoltre l'italiano è insegnato in tutte le 30 scuole pubbliche di Malta. Nell'anno scolastico 2011-2012 8.845 studenti studiavano l'italiano come prima o seconda lingua straniera obbligatoria e nell'Università di Malta insegnano 8 professori di italiano; infatti, anche se la lingua d'insegnamento è l'inglese, è attivo il dipartimento di italianistica al suo interno. Inoltre il Ministero dell'educazione, il lavoro e la famiglia di Malta pubblica il semestrale Lo Stivale dal 1982 per gli insegnanti delle scuole pubbliche maltesi ed è redatto a Floriana. Dal giugno 2017 viene pubblicato anche un giornale telematico di notizie interamente in lingua italiana, il Corriere di Malta.

## Lingua dei segni maltese
La locale lingua dei segni è parlata da circa 200 persone e ha ricevuto nel 2016 lo status di lingua ufficiale dello Stato.

## Latino
Per molti secoli, Malta è stata amministrata dall'ordine cattolico dei Cavalieri di Malta, i cui membri provenivano da diverse parti d'Europa.
La lingua latina era usata nella liturgia della Chiesa cattolica fino alle riforme del Concilio Vaticano II, ed è stata considerata per secoli una lingua di prestigio, come si può constatare nelle iscrizioni storiche e nei motti di parecchie istituzioni maltesi.

## Preferenze
L'86% della popolazione preferisce parlare in maltese e il 12% in inglese.

## Altre lingue
A causa della forte vocazione turistica e alla prossimità dei paesi europei, il 17% dei maltesi conosce il francese ed una percentuale minore (4%) conosce il tedesco.
Per l'anno scolastico 2011-2012 una circolare governativa illustrò le lingue che potevano essere insegnate dalle scuole pubbliche:

Form I (a partire dagli 11 anni)
- Arabo
- Francese
- Tedesco
- Italiano
- Spagnolo

Form II (a partire dai 13 anni)
- Arabo
- Francese
- Tedesco
- Italiano
- Russo
- Spagnolo

## Media

### Pubblicazioni
Vi è lo stesso numero di giornali in maltese e in inglese, ma non ve ne sono molti in italiano, ad eccezione del Corriere di Malta, giornale telematico.
Il 61,13% della popolazione preferisce leggere libri in inglese, e il 70,89% le riviste in inglese. Solo il 35,75% preferisce leggere libri in maltese e il 22,65% riviste nella stessa lingua.

### Radio
Sono prevalentemente disponibili stazioni radiofoniche in maltese e in italiano, poche in inglese. 
L'82,41% della popolazione ascolta stazioni in maltese, il 25,41% in italiano, e il 14,69% in inglese.

### Televisione
Le reti televisive maltesi trasmettono prevalentemente in maltese e raramente in inglese. Molti maltesi seguono canali televisivi esteri, in particolare italiani, inglesi, di altri stati europei, o anche canali statunitensi, disponibili via cavo o via satellite.

### Uso della lingua maltese online
Il maltese non è comunemente usato online, infatti la maggioranza dei maltesi usa su internet altre lingue. Su 13 siti web maltesi, 12 sono interamente in inglese.

## Futuro
I possibili scenari per il futuro della lingua maltese sono oggetto di studio. Le varietà dialettali del maltese sono in declino. Essendo il maltese influenzato dall'inglese e dall'italiano, assistiamo quindi a una deriva linguistica che tende a rendere la lingua più anglicizzata nel lessico e nella grammatica. Comunque il subire influenze da altre lingue ha sempre fatto parte della storia della lingua maltese, che resta la lingua conosciuta dal 100% della popolazione maltese.